# Katonai ordinariátus (Franciaország)
A Franciaországi Katonai Ordinariátus (franciául: Diocèse aux Armées Françaises) a római katolikus egyház egyik katonai ordinariátusa. Közvetlenül az Apostoli Szentszék alá tartozik, a Francia fegyveres erők kötelékében szolgáló római katolikusok és azok családjai lelkigondozását látja el.

## Története

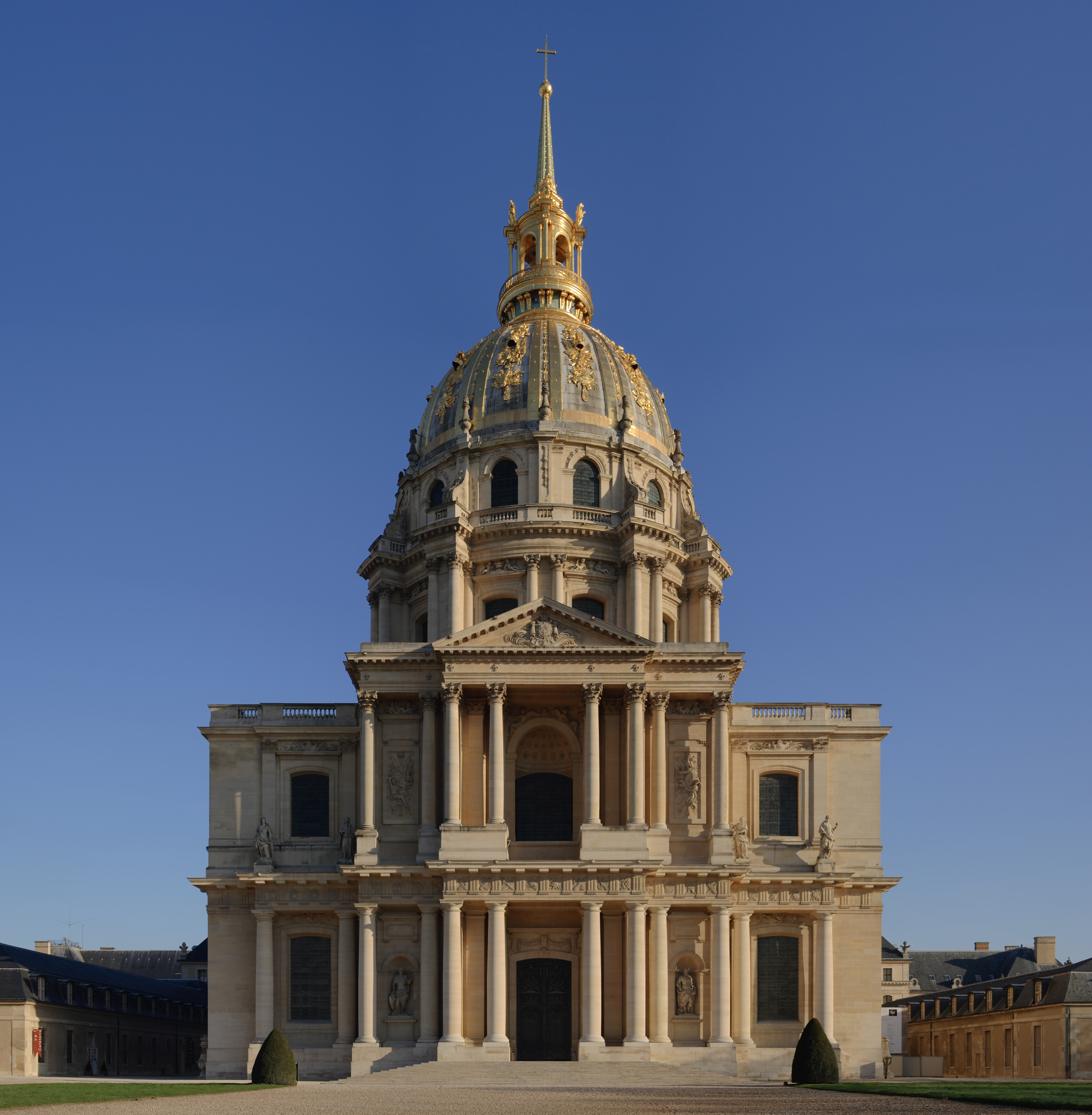
Az Invalidusok dómja

A francia tábori püspöki pozíciót 1949-ben kreálták, a katonai vikariátust 1952. július 26-án alapították meg. Ezt 1986. július 21-én emelték katonai ordinariátus rangjára. A püspöki széke Párizsban található, székesegyháza az Invalidusok dómja (L'Église Saint-Louis-des-Invalides), mely az Invalidusok háza épületegyüttesének része.